# Biarctus vitiensis
Biarctus vitiensis е вид ракообразно от семейство Scyllaridae. Видът не е застрашен от изчезване.

## Разпространение и местообитание
Разпространен е в Австралия (Западна Австралия, Куинсланд и Северна територия), Гуам, Индонезия (Малуку, Папуа и Сулавеси), Нова Каледония, Провинции в КНР, САЩ (Хавайски острови), Тайван, Фиджи, Филипини и Япония (Хоншу).
Среща се на дълбочина от 3 до 50 m, при температура на водата от 23,9 до 25,6 °C и соленост 35,3 – 35,6 ‰.